# Герб Монако
Герб Монако — герб князя Монако Альбера II. 

## Описание
Щит разделён ромбовидно на серебро и червлень. Щит обрамляет цепь ордена Святого Карла, увитая зелёными дубовыми листьями. Щит держат вооружённые мечами монахи. Мантия червлёная, оторочена золотой лентой и подбита горностаевым мехом. Щит увенчан княжеской короной. Снизу на ленте девиз «Deo Juvante».

## Символика
Вооружённые монахи символизируют событие. По легенде, 8 января 1297 года один монах-францисканец попросил в замке приюта от зимней стужи. Когда монаха впустили, он выхватил спрятанный под рясой меч и открыл ворота вооруженному отряду, захватившему власть в замке. Монахом оказался предводитель отряда, переодетый в рясу Франческо Гримальди. Девиз «Deo Juvante» принадлежит династии Гримальди и в переводе с латыни означает «С Божьей помощью».